# Mount Pleasant (Tennessee)
Mount Pleasant is een plaats (city) in de Amerikaanse staat Tennessee, en valt bestuurlijk gezien onder Maury County.

## Demografie
Bij de volkstelling in 2000 werd het aantal inwoners vastgesteld op 4491.
In 2006 is het aantal inwoners door het United States Census Bureau geschat op 4448, een daling van 43 (-1.0%).

## Geografie
Volgens het United States Census Bureau beslaat de plaats een oppervlakte van
28,7 km², waarvan 28,6 km² land en 0,1 km² water. Mount Pleasant ligt op ongeveer 193 m boven zeeniveau.

## Plaatsen in de nabije omgeving
De onderstaande figuur toont nabijgelegen plaatsen in een straal van 36 km rond Mount Pleasant.